# QUAN 엔터테인먼트
QUAN 엔터테인먼트는 대한민국의 연예 기획사이다. 하하의 누나 하쥬리가 2012년에 설립한 연예 기획사다.

## 소속 연예인
- 하하
- 설레게 (스컬)
- 별